# Novaki Pazinski
Novaki Pazinski is een plaats in de gemeente Cerovlje in de Kroatische provincie Istrië. De plaats telt 216 inwoners (2001).